# Serikbek Däukejew
Serikbek Schüssipbekuly Däukejew (kasachisch Серікбек Жүсіпбекұлы Дәукеев, russisch Серикбек Жусупбекович Даукеев/Serikbek Schussupbekowitsch Daukejew; * 17. Februar 1950 in Semipalatinsk, Kasachische SSR) ist ein kasachischer Geophysiker und Politiker.

## Leben
Serikbek Däukejew wurde 1950 in Semipalatinsk geboren. Er erlangte 1972 einen Abschluss am Kasachischen Polytechnischen Institut in Alma-Ata. Nach seinem Hochschulabschluss leitete er zunächst eine Expedition in der Nähe von Alma-Ata. Zwischen 1983 und 1992 arbeitete er in verschiedenen Positionen für die staatliche Organisation Kasgeofisika in Alma-Ata, deren Aufgabe geophysikalische Untersuchungen waren.
Von April 1992 bis November 1993 war Däukejew erster stellvertretender Minister für Geologie und Naturschutz Kasachstans. Anschließend war er bis 1997 Minister für Geologie und Mineralressourcen. Gleichzeitig war er Chefredakteur der Zeitschrift Mineralnyje ressursy Kasachstana. Danach war er kurzzeitig Vorsitzender des Komitees für Geologie und die Erhaltung und Nutzung von Bodenschätzen sowie Vizeminister für Energie und natürliche Ressourcen Kasachstans, bevor er erneut einen Posten in der kasachischen Regierung bekleidete. So war er im Kabinett von Nurlan Balghymbajew Minister für Ökologie und Naturressourcen. Auch unter Qassym-Schomart Toqajew gehörte Däukejew bis 2000 als Minister für natürliche Ressourcen und Umweltschutz der kasachischen Regierung an. Von 2000 bis 2002 war er Äkim (Gouverneur) des Gebietes Atyrau und zugleich Mitglied im Vorstand der kasachischen Erdölgesellschaft Kazakhoil und der Entwicklungsbank von Kasachstan.
Am 8. April 2002 wurde er zum Direktor des Sätbajew-Institutes für Geologische Wissenschaften ernannt. Vom 16. April 2002 bis 22. Oktober 2003 war er Präsident der Kasachischen Akademie der Wissenschaften. Danach war er unter anderem Vorstandsvorsitzender des Erdölunternehmens Kazneftehim und Vorstandsmitglied des staatlichen Unternehmens Qazgeology.